# Acaricis danutae
Acaricis danutae är en spindeldjursart som beskrevs av John Stanley Beard och Uri Gerson 2009. Acaricis danutae ingår i släktet Acaricis och familjen Tenuipalpidae. Inga underarter finns listade i Catalogue of Life.